# Magelang (regentschap)
Magelang (Javaans: ꦩꦒꦼꦭꦁ) is een regentschap centraal gelegen in de Indonesische provincie Midden-Java.  De hoofdstad is Mungkid. Het motto van het regentschap is Magelang Gemilang, te vertalen als glanzend Magelang.
Veruit de gekendste site in het regentschap is het boeddhistisch heiligdom en werelderfgoed Borobudur.

## Geboren
- Ali Sastroamidjojo (1903-1976), politicus en diplomaat

Stadsgemeenten: Magelang · Surakarta · Salatiga · Semarang · Pekalongan · Tegal

Regentschappen: Banjarnegara · Banyumas · Batang · Blora · Boyolali · Brebes · Cilacap · Demak · Grobogan · Japara · Karanganyar · Kebumen · Kendal · Klaten · Kudus · Magelang · Pati · Pekalongan · Pemalang · Purbalingga · Purworejo · Rembang · Semarang · Sragen · Sukoharjo · Tegal · Temanggung · Wonogiri · Wonosobo